# Мальхин
Мальхин (нем. Malchin) — город в Германии, в земле Мекленбург-Передняя Померания.
Входит в состав района Деммин. Подчиняется управлению Мальхин ам Куммеровер Зее. Население составляет 7977 человек (на 31 декабря 2010 года). Занимает площадь 50,09 км². Официальный код — 13 0 52 050.
Город подразделяется на 8 городских районов.

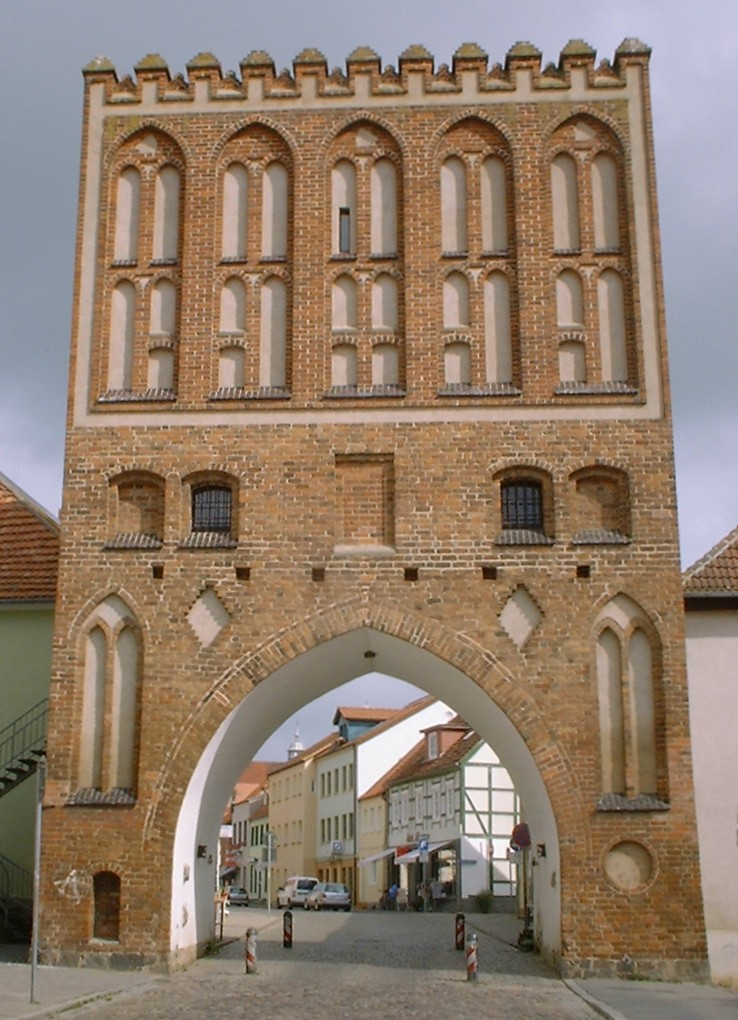
Каменные городские ворота Мальхина
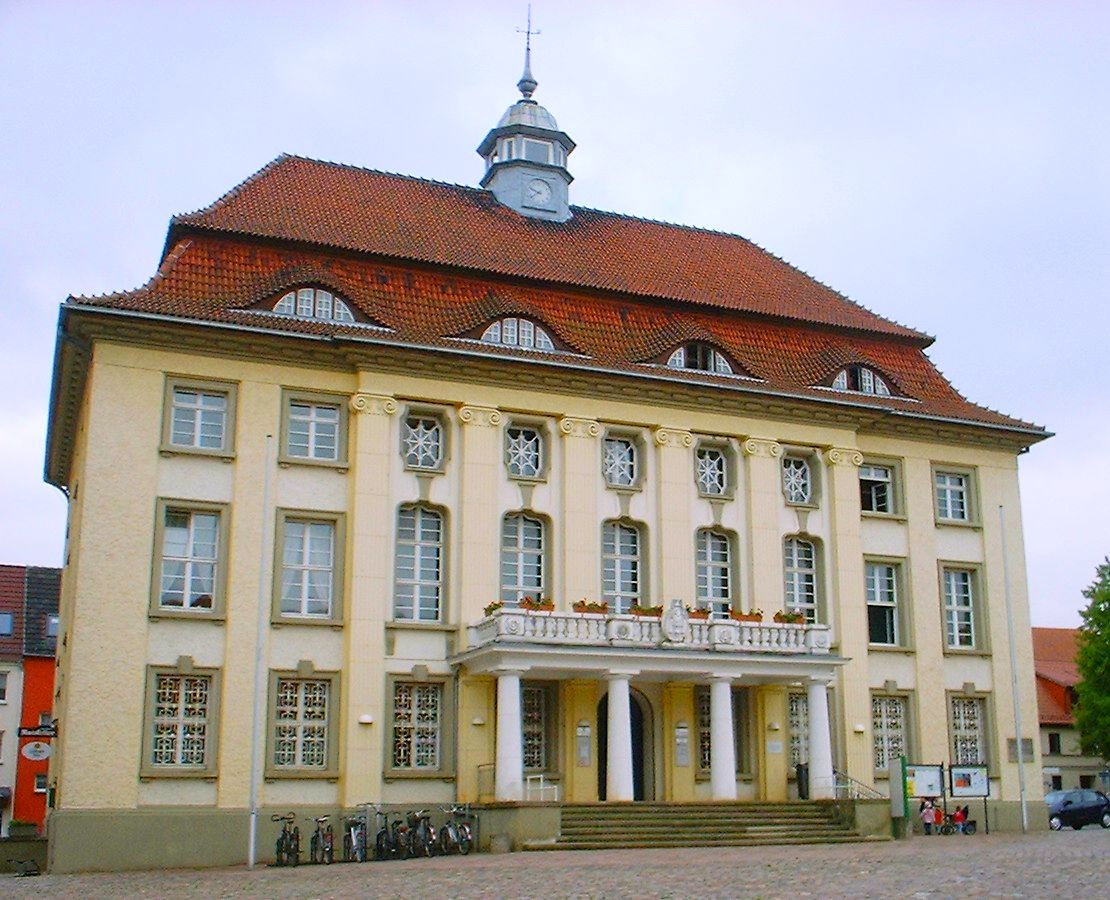
Мальхинская ратуша